# Teatro Mascagni (Chiusi)
Il Teatro comunale Pietro Mascagni è il teatro di Chiusi.
All'interno riproduce la tipologia tradizionale del teatro all'italiana, con pianta a ferro di cavallo e tre ordini di palchi e loggione, all'esterno presenta le tipiche forme dello stile littorio.

## Storia
Il teatro, intitolato al maestro e compositore Pietro Mascagni, fu costruito su progetto dei tecnici locali Cristofano Crociani, Flaminio Betti, Pietro Galeotti e Alberto Pianigiani. Fu inaugurato il 26 giugno del 1938, e il 29 giugno fu messo in scena L'amico Fritz con il Maestro Mascagni a dirigere la "Sinfonia delle maschere".
La costruzione, iniziata nel 1927 dall'Accademia dei Filaleti di Chiusi, fu sospesa per difficoltà finanziarie. L'Accademia, con deliberazione del 21 giugno 1936, decise di donare il teatro al Comune, a condizione che lo ultimasse entro tre anni.
A distanza di sei anni dalla sua inaugurazione, tra il 21 e il 22 giugno 1944, il teatro Mascagni fu sede di alcuni degli scontri della cosiddetta battaglia di Chiusi che vide opporsi i soldati tedeschi e quelli degli alleati (sudafricani) per la liberazione di Chiusi.
Alterne vicende hanno, successivamente, visto la chiusura del teatro per motivi di inagibilità. È stato recuperato alla sua attività nel 1996 a seguito di lavori di restauro e adeguamento sia strutturale che dell'impiantistica su progetto elaborato e diretto dall'ufficio tecnico comunale.

## Prima stagione lirica
- 29 giugno 1938 - L'amico Fritz
- 30 giugno 1938 - Rigoletto
- 1º luglio 1938 - Replica de L'amico Fritz
- 2 luglio 1938 - Replica del Rigoletto
- 3 luglio 1938 - Il barbiere di Siviglia

## Anni 2000
Dal 2001, per la gestione del teatro e l'organizzazione delle attività teatrali del Comune, è stata creata l'Istituzione teatro Pietro Mascagni, la cui attività, dal 2012, prosegue con un nuovo soggetto culturale: la Fondazione Orizzonti d'Arte.
Attualmente il presidente della Fondazione è Silva Pompili ed il direttore artistico il regista Andrea Cigni.
Il teatro Mascagni ospita numerose attività, la più prestigiosa è sicuramente OrizzontiFestival - Festival delle Nuove Creazioni nelle Arti Performative. Inoltre un'importante stagione teatrale di prosa, corsi di formazione per attori, teatro per le scuole, concerti e danza, rassegne musicali.

## Oggi
Dal 2012 il Teatro Mascagni è gestito dalla Fondazione Orizzonti d'Arte di Chiusi, Ente culturale nato dalla volontà dell'Amministrazione Comunale di Chiusi. La Fondazione Orizzonti oltre a curare la stagione teatrale al Teatro Mascagni, una rassegna musicale e progetti di formazione per lo spettacolo è realizzatrice di numerosi appuntamenti estivi con l'evento di maggior spicco OrizzontiFestival - Festival delle nuove creazioni nelle arti performative.